# بزمینان
بزمینان ، روستایی است از توابع بخش مرکزی شهرستان آمل در استان مازندران ایران.

## جمعیت
این روستا در دهستان دشت‌سر سفلی قرار داشته و براساس آخرین سرشماری مرکز آمار ایران که در سال ۱۳۸۵ صورت گرفته، جمعیت آن 1012 نفر (253 خانوار) بوده است. مردم بزمینان از قومیت طبری هستند که ریشه آن به قوم تپوری می‌رسد. مردم بزمینان به زبان طبری (مازندرانی) و گویش آملی سخن می‌گویند.